# District de Gäu
Le district de Gaü est un ancien district suisse, situé dans le canton de Soleure. Il forme depuis 2005, avec le district de Thal, la circonscription électorale de Thal-Gäu.

## Communes
| Nom             | N° OFS | Population (décembre 2022) |
| --------------- | ------ | -------------------------- |
| Egerkingen      | 2401   | +004 211,                  |
| Härkingen       | 2402   | +001 752,                  |
| Kestenholz      | 2403   | +001 873,                  |
| Neuendorf       | 2404   | +002 372,                  |
| Niederbuchsiten | 2405   | +001 274,                  |
| Oberbuchsiten   | 2406   | +002 345,                  |
| Oensingen       | 2407   | +006 607,                  |
| Wolfwil         | 2408   | +002 385,                  |
| Total           | Total  | +022 819,                  |